# Indywidualne Mistrzostwa Polski w Zapasach 1947
17. Mistrzostwa Polski w Zapasach rozegrano wyłącznie w stylu klasycznym w Radomiu w 1947.

## Medaliści
| Kategoria:  | Złoto:                              | Srebro:                                     | Brąz:                                    |
| 52 kg       | Antoni Rokita Rywal Warszawa        | Czesław Balwicki Wima Łódź                  | Stanisław Sokołowski Gwiazda Bydgoszcz   |
| 57 kg       | Karol Marcok Huta Pokój Nowy Bytom  | Rudolf Toboła Siła Mysłowice                | Igas Kraków                              |
| 62 kg       | Jan Stróżyk Bieżanowianka Kraków    | Marian Klorek Warta Poznań                  | Helmut Łoboda Gwiazda Bydgoszcz          |
| 67 kg       | Marian Świętosławski Rywal Warszawa | Stanisław Jakubowicz Warta Poznań           | Zygmunt Kuligowski Huta Pokój Nowy Bytom |
| 73 kg       | Jerzy Gryt Siła Mysłowice           | Emil Gross Bieżanowianka Kraków             | Leonard Wiciak Budowlani Warszawa        |
| 79 kg       | Antoni Gołaś Siła Mysłowice         | Stanisław Reda Budowlani Warszawa           | Radosław Mielczarek Warta Poznań         |
| 87 kg       | Władysław Bajorek Legia Kraków      | Witalis Książkiewicz Elektryczność Warszawa | Nowaczyk Poznań                          |
| ponad 87 kg | Czesław Gliński ŁKS Łódź            | Wincenty Pięta Warta Poznań                 | Szczepan Borowiak Warta Poznań           |